# Mesochorus doleri
Mesochorus doleri är en stekelart som beskrevs av Schwenke 1999. Mesochorus doleri ingår i släktet Mesochorus och familjen brokparasitsteklar. Inga underarter finns listade i Catalogue of Life.